# Национальный научно-исследовательский совет Канады
Национальный исследовательский совет (англ. National Research Council, фр. Conseil national de recherches Canada; сокр. NRC • CNRC) — агентство правительства Канады, курирующее научные исследования и разработки. Крупнейшая федеральная исследовательская организация Канады.

## История
Совет был учреждён в 1916 г. в условиях Первой мировой войны, чтобы консультировать правительство по вопросам научных исследований и промышленных разработок. В 1932 г. были построены лаборатории на Сассекс-драйв в г. Оттава.
В условиях Второй мировой войны Совет значительно расширился и превратился в военную научно-исследовательскую организацию. Он выполнил ряд важных проектов, в том числе в сотрудничестве с США и Великобританией, включавших разработку химического и бактериального оружия, гексогена, взрывателя неконтактного действия, радара и технологий подводной детекции. Специальный отдел занимался криптографией и перехватом радиосообщений противника. Также Совет участвовал в атомных исследованиях в Монреальской лаборатории, а затем в лаборатории Чок-Ривер в Онтарио.
После войны Совет переключился на гражданские задачи, тогда как военные исследования были переданы нескольким организациям, выделенным из Совета. Большинство военных исследований курировала вновь созданная организация «Оборонные исследования и разработки Канады». Атомные исследования перешли в ведение новосозданной компании Atomic Energy of Canada Limited. Перехват и изучение иностранных радиосигналов перешли в ведение новосозданной организации Communications Research Establishment. В 1950-е гг. медицинские исследования Совета были переданы новосозданному Совету медицинских исследований Канады. Наконец 1 мая 1978 г., в связи с быстрым послевоенным ростом канадских университетов, роль Совета в университетских исследованиях в сфере естественных наук перешла к Исследовательскому совету естественных и инженерных наук Канады.
В жёстких финансовых условиях 1980-х гг. федеральное правительство выпустило так называемый Отчёт Нейлсона (Neilson Report), в котором рекомендовалось урезать расходы всех федеральных правительственных организаций, в том числе и НИС Канады. Это привело к сокращению персонала и программ. Тем не менее, до настоящего времени Совет продолжает играть ведущую роль среди научно-исследовательских организаций Канады.

## Крупные достижения
Среди многочисленных инновационных достижений Совета — электрокардиостимулятор, растение канола в 1940-х гг., Индикатор местонахождения крушения (Crash Position Indicator) в 1950-е гг. и цезиевые атомные часы в 1960-е гг.
Совет сыграл важную роль в рождении компьютерной анимации, сотрудничая с Национальным управлением фильмов Канады и аниматором Петером Фолдешем в создании экспериментального фильма 1971 г. «Метаданные» и короткометражного фильма 1974 г. «Голод».
Относительно недавно Совет сыграл важную роль в развитии аудиотехнологий, а именно в разработке динамиков, повлиявших на развитие аудиотехники во всём мире.